# The House That Built Me
The House That Built Me è una canzone della cantante country statunitense Miranda Lambert, estratta come terzo singolo dal suo quarto album studio Revolution.
Ha raggiunto la posizione numero 28 negli Stati Uniti e la numero 52 in Canada, nonché la vetta nella classifica country americana, divenendo così il maggior successo della cantante. Il brano ha ottenuto successo grazie anche al massiccio airplay radiofonico che ha ricevuto: è arrivato infatti alla posizione numero 22 della classifica radiofonica statunitense.
È stato certificato disco d'oro dalla RIAA per aver venduto più di 500 000 copie negli Stati Uniti ed è il 91° singolo più venduto del 2010.

## Classifiche
| Classifica            | Posizione massima |
| --------------------- | ----------------- |
| Canada                | 52                |
| Stati Uniti           | 28                |
| Stati Uniti (Country) | 1                 |